# Mickey S. Michaels
Mickey S. Michaels (* 9. Oktober 1931 in Santa Monica, Kalifornien; † 20. März 1999 in Los Angeles, Kalifornien) war ein US-amerikanischer Szenenbildner und Artdirector.

## Leben
Michaels begann seine Karriere im Filmstab 1969 beim Fernsehen. Sein erster Spielfilm war der Katastrophenfilm Airport nach dem gleichnamigen Roman von Arthur Hailey. 1971 war er hierfür zusammen mit Alexander Golitzen, E. Preston Ames und Jack D. Moore für den Oscar in der Kategorie bestes Szenenbild nominiert, die Auszeichnung ging in diesem Jahr jedoch an Patton – Rebell in Uniform.
In der Folge arbeitete Michaels an drei Fortsetzungen, Giganten am Himmel, Verschollen im Bermuda-Dreieck und Airport ’80 – Die Concorde. Für Verschollen im Bermuda-Dreieck war er 1978 erneut für einen Oscar nominiert. Michaels und George C. Webb gingen jedoch leer aus, der Preis ging an Krieg der Sterne.
Michaels war zudem erfolgreich für das Fernsehen tätig. Für sein Wirken an den Fernsehserien Kampfstern Galactica und Star Trek: Deep Space Nine war er jeweils für einen Primetime Emmy nominiert. Zu seinen weiteren Fernseh-Engagements zählen unter anderem Der Chef und Notruf California.

## Filmografie (Auswahl)
- 1970: Airport
- 1974: Giganten am Himmel (Airport 1975)
- 1977: Verschollen im Bermuda-Dreieck (Airport ’77)
- 1978: Hausbesuche (House Calls)
- 1978: Kampfstern Galactica (Battlestar Galactic)
- 1979: Airport ’80 – Die Concorde (Airport ’80 – The Concorde)
- 1983: Das fliegende Auge (Blue Thunder)
- 1986: Psycho III
- 1990: Jagd auf Roter Oktober (The Hunt for Red October)
- 1991: Die nackte Kanone 2½ (The Naked Gun 2½: The Smell of Fear)
- 1991: Star Trek VI: Das unentdeckte Land (Star Trek VI: The Undiscovered Country)
- 1992: Alien 3 (Alien³)
- 1994: Das Kartell (Clear and Present Danger)
- 1995: Crimson Tide – In tiefster Gefahr (Crimson Tide)
- 1998: Pleasantville – Zu schön, um wahr zu sein (Pleasantville)

## Auszeichnungen (Auswahl)
- 1971: Oscar-Nominierung in der Kategorie bestes Szenenbild für Airport
- 1978: Oscar-Nominierung in der Kategorie bestes Szenenbild für Airport 77